# Ischiocentra quadrisignata
Ischiocentra quadrisignata är en skalbaggsart som beskrevs av Thomson 1868. Ischiocentra quadrisignata ingår i släktet Ischiocentra och familjen långhorningar. Inga underarter finns listade i Catalogue of Life.